# Bust-A-Move (spelserie)
Bust-a-Move är en datorspelserie från det japanska företaget Taito. Spel i denna serie finns till flera olika konsoler. I Japan heter spelserien Puzzle Bobble.

## Dreamcast
- Bust-A-Move 4

## Game Boy Advance
- Super Bust-A-Move

## Game Boy Color
- Bust-A-Move Millennium Edition

## Gamecube
- Super Bust-A-Move 2 : All Stars

## Neo Geo Pocket
- Bust-A-Move Pocket

## Nintendo 64
- Bust-A-Move '99
- Bust-A-Move 2: Arcade Edition

## Nintendo DS
- Bust-A-Move DS
- Bust-A-Move DS 2

## Nintendo 3DS
- Bust-A-Move Universe

## Playstation
- Bust-A-Move 2: Arcade Edition
- Bust-A-Move 3
- Bust-A-Move 4

## Playstation 2
- Super Bust-A-Move
- Super Bust-A-Move 2

## Playstation Portable
- Bust-A-Move Pocket

## Xbox
- Ultra Bust-A-Move